# Euphorbia hildebrandtii
Euphorbia hildebrandtii es una especie fanerógama perteneciente a la familia de las euforbiáceas.

## Distribución
Es endémica de Madagascar en la Provincia de Mahajanga.  Esta especie sólo se conoce de una localidad y puede estar restringida a un área muy pequeña de Betsiboka. Se requiere más trabajo de campo y estudio taxonómico, a fin de evaluar su grado de presencia y el área de ocupación y tasa de precisión (por ser un miembro del subgénero Chamaesyce y ser muy similar a las especies de maleza, puede haberse pasado por alto por los coleccionistas).

## Taxonomía
Euphorbia hildebrandtii fue descrita por Henri Ernest Baillon y publicado en Bulletin Mensuel de la Société Linnéenne de Paris 1: 615. 1886.
Etimología
Euphorbia: nombre genérico que deriva del médico griego del rey Juba II de Mauritania (52 a 50 a. C. - 23), Euphorbus, en su honor – o en alusión a su gran vientre –  ya que usaba médicamente Euphorbia resinifera. En 1753 Carlos Linneo asignó el nombre a todo el género.
hildebrandtii: epíteto otorgado en honor del naturalista alemán Johann Maria Hildebrandt (1847 - 1877) que descubrió la especie.